# Języki żydowskie
Języki żydowskie – grupa języków używanych przez diasporę żydowską w różnych krajach świata, najczęściej w Europie, zachodniej Azji i północnej Afryce.
Cechą charakterystyczną tworzenia tych języków jest czerpanie zapożyczeń z języka hebrajskiego, przeniesionych na grunt języka dominującego w danym regionie. Pożyczki hebrajskie służyły do wyrażania pojęć związanych z żydowską kulturą i religią. Języki żydowskie cechowały się konserwatyzmem i zachowywały archaiczną strukturę języka, z którego powstały. Zjawisko to było spowodowane izolacją gmin żydowskich od miejscowych społeczności.

## Przyczyny powstawania języków żydowskich
Chociaż Żydzi zawsze posiadali swój język narodowy, którym był hebrajski, to język ten wcześnie zaczął być uznawany za laszon hakodesz („święty język” lub „świętą mowę”), niestosowny do używania w celach niereligijnych. Jako „język Boga” hebrajski był zarezerwowany tylko do celów kultowych. Od czasów zniszczenia Drugiej Świątyni w Jerozolimie hebrajski przestał być językiem komunikacji obiegowej, a Żydzi w Palestynie zaczęli mówić językiem aramejskim (w tym języku zapisano większość Talmudu). Ówczesna diaspora żydowska mówiła przeważnie językiem greckim.

## Rozprzestrzenianie języków
Od około X w. językiem literatury żydowskiej stał się język judeoarabski – dialekt języka arabskiego, zapisywany alfabetem hebrajskim (w tym języku tworzył m.in. Majmonides). Żydzi, zasiedlając coraz bardziej odległe kraje, przyswajali języki miejscowe, przystosowując je do swoich celów przez dodanie zapożyczeń z języków hebrajskiego i aramejskiego. Następnie przenosili te języki do kolejnych krajów. Przykładem takiego procesu jest przeniesienie romańskiego języka zarfatit z Francji do Niemiec oraz germańskiego języka jidysz z Niemiec do Polski i Europy Wschodniej.
Zachowaniu tych języków żydowskich w nowym, obcojęzycznym środowisku sprzyjała izolacja wspólnot żydowskich. Była ona spowodowana prześladowaniem i odrzucaniem Żydów, a także dążeniem samych Żydów do zachowania tożsamości kulturowej.
W XIX w. jidysz był głównym językiem diaspory żydowskiej we Wschodniej i Środkowej Europie, zaś język ladino był głównym językiem diaspory w krajach Maghrebu, w Grecji i Turcji. Oprócz tego istniały odrębne mniejszościowe języki żydowskie, np. język judeowłoski, język jewanik. W większości krajów arabskich używano języków żydowsko-arabskich, w Iranie dominował język dzhidi. Żydzi w Indiach mówili głównie językiem malajalam.

## Zapis języków żydowskich
Alfabetem hebrajskim zapisywano większość języków żydowskich w tym jidysz i języki żydowsko-arabskie. Język ladino tradycyjnie również zapisywano alfabetem hebrajskim, jednakże z czasem coraz częściej zapisywany był alfabetem łacińskim i niekiedy cyrylicą lub alfabetem greckim.

## Zmiany w XIX i XX wieku
Na przełomie wieków miliony Żydów z Europy przesiedliło się do Ameryki Północnej, gdzie w większości przyjęli język angielski. Żydzi w krajach Maghrebu przyjęli język francuski lub język hiszpański, którym posługiwali się tam europejscy kolonizatorzy.
Ruch syjonistyczny przywrócił język hebrajski jako język codzienny, dodając nowe słownictwo i upraszczając jego fonetykę.
Najbardziej tragicznym wydarzeniem było masowe mordowanie Żydów przez Niemców w latach 1939–1945 (Holocaust), które doprowadziło do zagłady milionowych wspólnot żydowskich mówiących językiem niemieckim (Niemcy i Austria), językiem jidysz (Europa Środkowa i Wschodnia) oraz językiem ladino (Grecja).
Po zakończeniu II wojny światowej Żydzi z krajów Maghrebu przenieśli się do Izraela, gdzie przyjęli język hebrajski, oraz do Francji.

## Współcześnie
Współczesnym zjawiskiem jest wypieranie języków żydowskich przez języki urzędowe krajów, w których Żydzi mieszkają. Z wyjątkiem hebrajskiego wszystkie języki żydowskie, w tym jidysz, są językami zagrożonymi wymarciem. Mówią nimi głównie ludzie starsi lub mniejszościowe konserwatywne grupy religijne, np. charedim. Bardziej optymistycznie przedstawia się przyszłość jidysz, który jest wykładany w wielu szkołach wyższych, a także jest językiem oświaty we wspólnotach chasydzkich.
Język angielski jest obecnie językiem większości Żydów na świecie (USA, Kanada, Australia, RPA, Wielka Brytania i Nowa Zelandia). Drugim najbardziej rozpowszechnionym językiem jest język hebrajski (Izrael oraz emigranci z tego kraju). Państwo Izrael popiera używanie języka hebrajskiego jako jedynego prawdziwego narodowego języka wszystkich Żydów.
Trzecim najbardziej popularnym językiem jest język rosyjski (około 2 milionów Żydów w krajach WNP oraz w Izraelu). Kolejnym jest język francuski (Francja i Quebec) oraz język hiszpański i język portugalski (Ameryka Łacińska).

## Sztuczne języki, stworzone przez Żydów
Znanych jest kilka prób stworzenia przez Żydów sztucznych języków, służących do porozumiewania się niezależnie od pochodzenia etnicznego i przynależności religijnej. Najbardziej znanym przykładem jest esperanto, stworzone w 1887 przez Ludwika Zamenhofa. Charles Kasiel Bliss stworzył po pobycie w Szanghaju blissymbolics – system ideogramów, używany głównie do komunikacji z osobami ze schorzeniami neurologicznymi.

## Lista języków żydowskich

### Języki afroazjatyckie

#### Języki berberyjskie
- język judeoberberyjski

#### Języki kuszyckie
- język kajla †
- język kwara (język Falaszów)

#### Języki semickie
- język hebrajski
- język aramejski †
- język nowoaramejski z dialektami:
  - liszanid noszan
  - liszanid dżanan
  - liszana noszan
  - liszana deni
  - liszan didan
- język judeoarabski z dialektami:
  - dialekt judeoiracki
  - dialekt judeomarokański
  - dialekt judeojemeński
  - dialekt judeolibański
  - dialekt judeoalgierski i inne

### Języki ałtajskie
- język krymczacki (judeotatarski)

### Języki drawidyjskie
- język judeomalajalam

### Języki indoeuropejskie

#### Języki germańskie
- jidysz
  -     - klezmer-loszn
- język judeoangielski
  - jinglisz
  - jesziwisz
- język judeoniemiecki

#### Języki helleńskie
- język jewanik (judeogrecki) †

#### Języki romańskie
- ladino
- język szuadit †
- język zarfatit †
- język judeoportugalski
- język judeowłoski (italkian)
- język judeopiemoncki
- język judeokataloński
- język judeoaragoński

#### Języki słowiańskie
- język knaan †

#### Języki judeoperskie
- język dzhidi
- język bucharski
- jazdi
- kermani
- szirazi
- isfahani
- hamedani
- kaszani
- borudżerdi
- nehevandi
- khunsari
- dżuhuri

### Inne języki
- język judeomaracki
- język judeogruziński